# Ricarville-du-Val

Ricarville-du-Val este o comună în departamentul Seine-Maritime, Franța. În 1 ianuarie 2022 avea o populație de 193 de locuitori.